# 拜納里峰
拜納里峰（英語：Binary Peaks），是南極洲的山峰，位於南喬治亞群島，處於克羅基西厄斯山西北面3公里，在1971年由英國南極名稱諮詢委員命名，該海岬由英國海外領土管轄。